# تبييض الشعب المرجانية

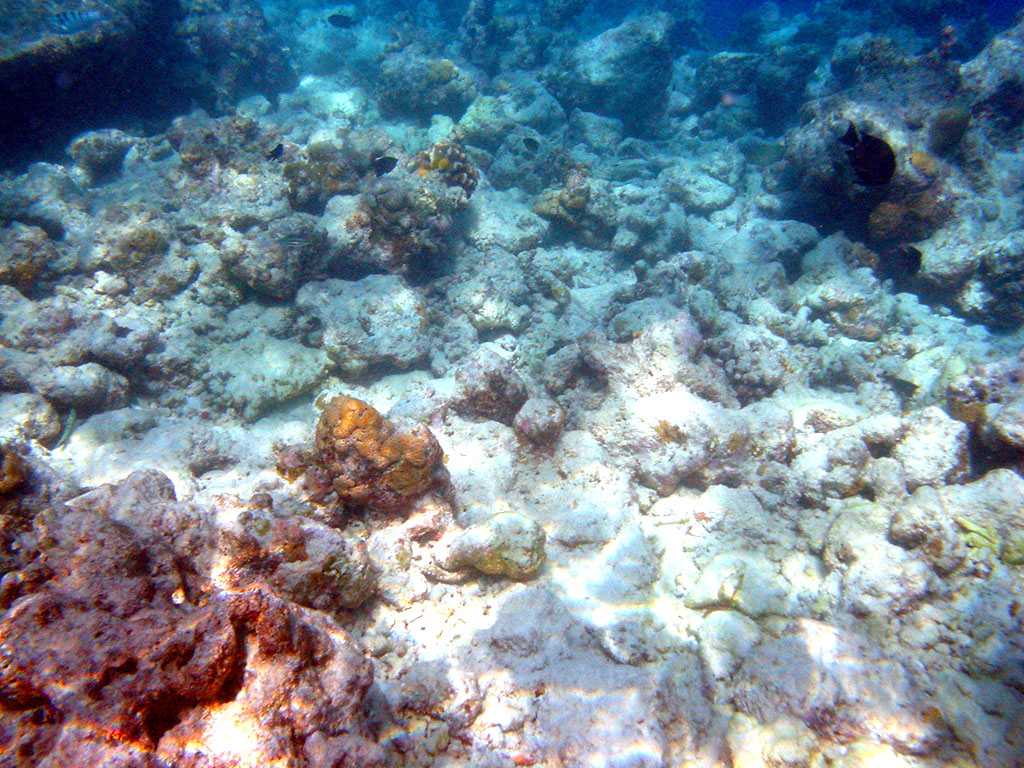
Bleached corals

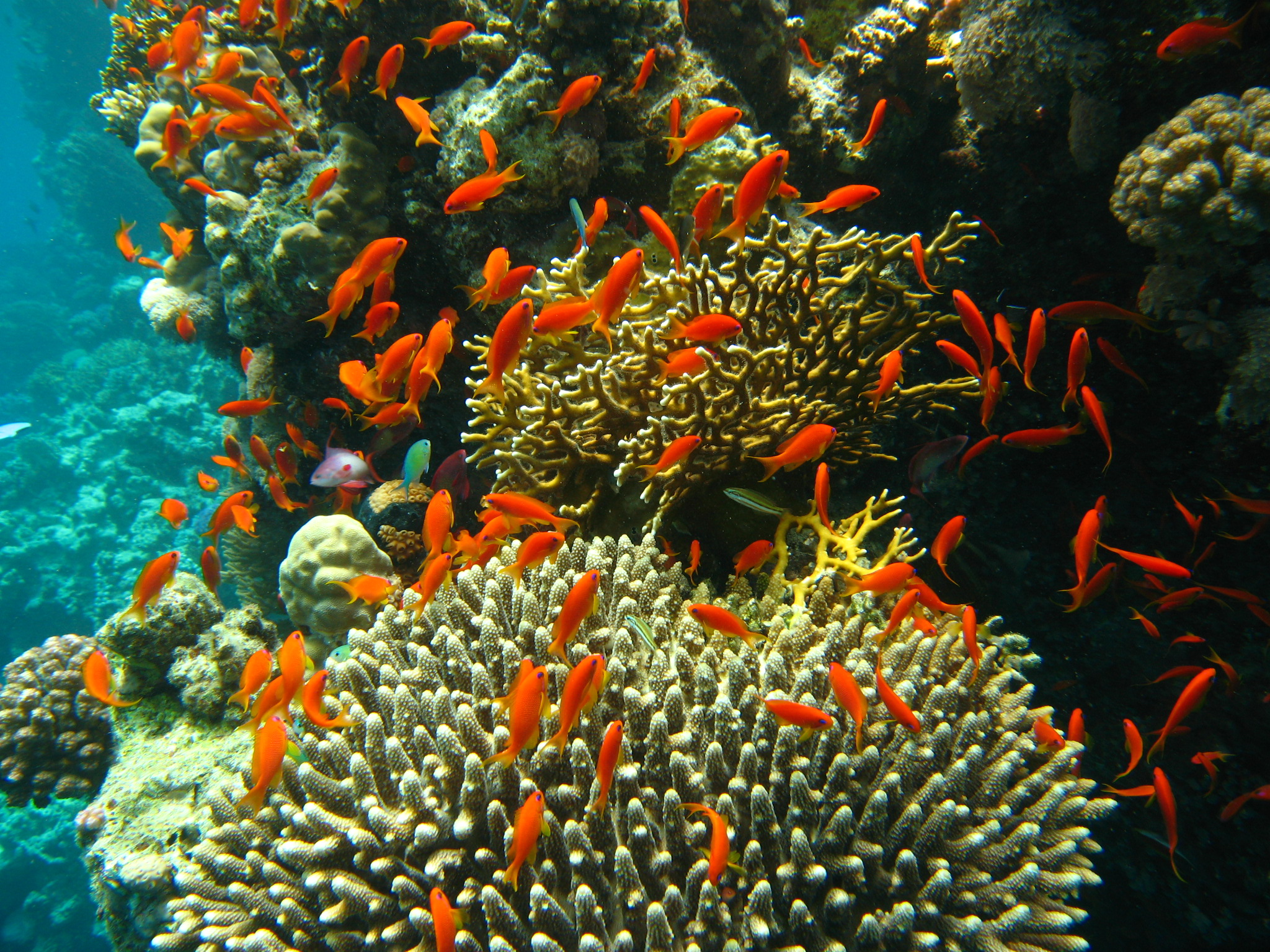
Healthy corals

تبييض الشعاب المرجانية، وذلك بسبب التوتر الناجم عن طرد أو موت البروتوزوا التكافلية، التي تشبه الطحالب، أو بسبب فقدان الصبغة داخل البروتوزوا.
والشعاب المرجانية التي تشكل هيكل النظم الإيكولوجية للشعاب كبيرة من البحار الاستوائية يتوقف على العلاقة التكافلية مع الأوليات السوطيات وحيدة الخلية، ودعا زوزانتلي، التي هي التمثيل الضوئي والعيش داخل أنسجتها. Zooxanthellae give. زوزانتلي إعطاء المرجانية والتلون، مع لون محدد اعتمادا على clade خاصة. تحت الضغط، قد طرد الشعب المرجانية وزوزانتلي، الأمر الذي يؤدي إلى ظهور أخف أو بيضاء بالكامل، وبالتالي فإن مصطلح «أبيض». 

مرة واحدة تبدأ تبيض، فإنها تميل إلى الاستمرار حتى من دون استمرار التوتر. إذا كانت مستعمرة المرجان على قيد الحياة فترة الإجهاد، وغالبا ما تتطلب زوزانتلي أسابيع أو أشهر ليعود إلى الكثافة العادية. والمقيمين الجدد قد يكون من الأنواع المختلفة. بعض الأنواع من زوزانتلي والمرجان وأكثر مقاومة للإجهاد من الأنواع الأخرى.

## أسباب تبيض المرجان
أبيضاض الشعاب المرجانية هو علامة مشرقة من الشعاب المرجانية في الاستجابة للإجهاد، والتي يمكن أن تحدثها أي من :
- زيادة (الأكثر شيوعا)، أو انخفاض درجة حرارة المياه زيادة الإشعاع الشمسي (التمثيل الضوئي النشطة للإشعاع، والأشعة فوق البنفسجية الخفيفة)
- التغيرات في كيمياء المياه (في تحمض خاصة)
- المجاعة الناجمة عن انخفاض في العوالق الحيوانية
- زيادة الترسيب (بسبب الطمي الجريان السطحي
- التهابات الممرض
- التغيرات في الملوحة
- الرياح
- المد المنخفض الجوي التعرض [1][2]

## تغير درجات الحرارة

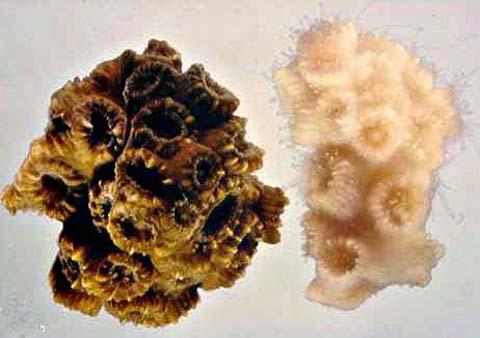
Unbleached (left) and bleached (right) coral

تغير درجة الحرارة هو السبب الأكثر شيوعا لتبيض المرجان. 

المستعمرات المرجانية الكبيرة مثل Porites قادرة على الصمود أمام الصدمات الشديدة في درجة الحرارة، في حين أن الشعاب المرجانية الهشة المتفرعة مثل المرجان الجدول هي أكثر عرضة للإجهاد بعد التغير في درجات الحرارة. 

المرجان تعرضوا باستمرار لمستويات منخفضة الإجهاد قد تكون أكثر مقاومة للتبيض.

العوامل التي تؤثر في نتائج حدث تبيض تشمل الإجهاد الذي يقلل من مقاومة تبيض، لعدم وجود زوزانتلي، ومدى السرعة التي ينمو المرجان جديدة لتحل محل القتلى. 

نظرا للطبيعة غير متجانسة من التبييض، ويمكن أن الظروف المناخية المحلية، مثل الظل أو تيار من الماء البارد تقليل حدوث تبيض.
المرجانية وزوزانتلي الصحة والوراثة تؤثر أيضا على تبيض.

## رصد الشعاب المرجانية درجة حرارة سطح البحر
الهيئة المتحدة القومية للمحيطات والغلاف الجوي (نوا) مراقبين للتبييض «النقاط الساخنة»، والمناطق حيث درجة حرارة سطح البحر يرتفع 1 درجة مئوية أو أكثر فوق الطويلة الأجل المتوسط الشهري الكشف عن هذا النظام في جميع أنحاء العالم 1998 حدث تبيض، نحو يتفق مع ظاهرة النينيو. 

نوا كما يستخدم الأقمار الاصطناعية مع 50k القرار في الليل، والتي يرى البعض أن يغطي مساحة كبيرة جدا والمكاني لا يكشف عن أقصى درجات حرارة سطح البحر التي تحدث عادة عند الظهر تقريبا.

## التغييرات في كيمياء المحيطات
زيادة تحمض المحيطات المرجح تفاقم آثار تبيض من الإجهاد الحراري.

## الأمراض المعدية
اكتشف في عام 1996 إلى أن وكيل تبيض Oculina patagonica في البحر الأبيض المتوسط هو البكتيريا المعدية مهاجمة زوزانتلي. والبكتيريا التي تم تحديدها في وقت لاحق كما ضمة shiloi. 

هو المعدية فقط خلال الفترات الدافئة.. درجات الحرارة المرتفعة التي تزيد من ضراوة، وتصبح عندئذ قادرة على الانضمام إلى بيتا galactoside المحتوية على مستقبلات في مخاط سطح المرجانية المضيفة. 

ثم يخترق المرجانية في البشرة، والضرب، وتنتج كل من حرارة مستقرة والسموم حساسة للحرارة، والتي تؤثر زوزانتلي بواسطة التمثيل الضوئي تحول دون التسبب في وتحلل.

خلال صيف عام 2003، والشعاب المرجانية في البحر الأبيض المتوسط فيما يبدو للحصول على مقاومة للمرض، ومزيد من العدوى لم يكن لوحظ. والفرضية الرئيسية للمقاومة خرج هو وجود المجتمعات التكافلية الواقية من البكتيريا التي تعيش في الشعاب المرجانية. 

أنواع البكتيريا قادرة على shiloi لم يتم تحديدها.

## الأثر
في الفترة 2010 - 2040، والشعاب المرجانية ومن المتوقع أن تصبح عرضة للأحداث تبيض أكثر تواترا. 

والفريق الحكومي الدولي ينظر إلى ذلك باعتباره أكبر تهديد للنظم العالم للشراع.

## الحاجز المرجاني العظيم

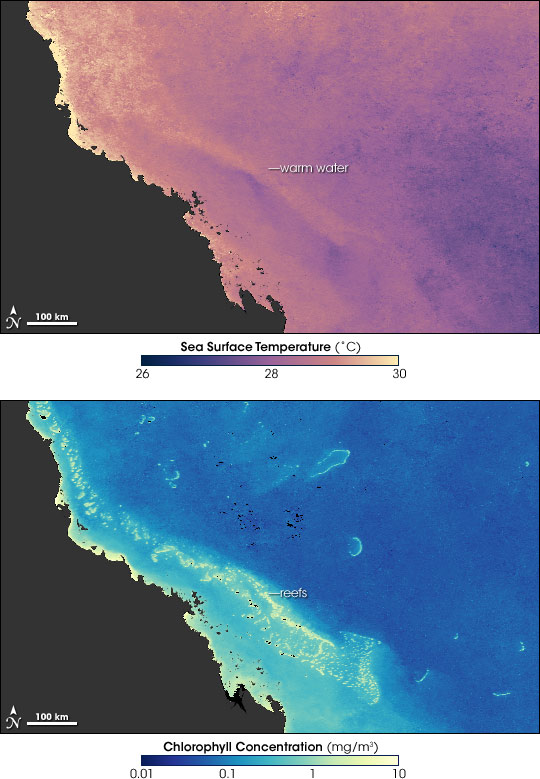
Two images of the الحيد المرجاني العظيم showing that the warmest water (top picture) coincides with the coral reefs (lower picture), setting up conditions that can cause coral bleaching.

والحاجز المرجاني العظيم على طول ساحل أستراليا شهدت أحداث تبيض في 1980، 1982، 1992، 1994، 1998، 2002، و 2006.
في حين أن معظم المناطق التي استعادت مع مستويات منخفضة نسبيا من الموت المرجانية، وبعض المواقع حقت بها اضرار بالغة، مع ما يصل إلى 90 في المائة من الشعاب المرجانية في مقتل. والأكثر انتشارا وكثافة الأحداث وقعت في صيفي 1998 و 2002، مما يؤثر على حوالي 42 و 54 من الشعاب المرجانية، على التوالي.
الفريق الحكومي الدولي لسيناريوهات الاحترار المعتدل يتوقع أن الشعاب المرجانية في الحاجز المرجاني العظيم من المرجح جدا أن درجات الحرارة في الصيف بانتظام خبرة عالية بما فيه الكفاية للحث على تبيض.